# Massils

Numídia al voltant del 220 aC

Els massils (llatí: Massyli, també anomenats mesulis) eren una tribu númida, la més important de les tribus occidentals del país dels númides, que ocupava l'oest de la moderna Algèria i les muntanyes de la Cabília. Va ser la base del regne conegut com a Regne de Numídia Occidental (realment regne dels massils) i del regne unificat de Numídia. El seu rei més important va ser Masinissa I que va unificar massils i massesils el 201 aC. Estava constituït com una federació de petites tribus que es van agrupar al segle iv aC.
Els seus veïns eren el regne dels massesils, a l'oest i l'Imperi cartaginès, a l'est, del que la confederació massil n'era una espècie de protectorat, ja que els va dominar a través de maniobres diplomàtiques amb les quals fomentava la divisió de les tribus. Zama Regia i Dougga van ser les seves ciutats més notables.

## A la Segona Guerra Púnica
Els massils, que tenien una cavalleria excepcional, es van aliar amb Cartago a la Segona Guerra Púnica, que va començar el 218 aC. Els massils van tenir un paper determinant a Hispània i Italià. El 206 aC Massinissa I va desertar i es va aliar amb els romans. Amb la derrota dels cartaginesos a la batalla de Zama el 202 aC, el territori dels massils i dels massesils es va fusionar en un sol regne que va ser governat per aquest sobirà fins a la seva mort, l'any 148 aC.